# Pieter de Groot
Pieter de Groot, noto anche come Piet (Schiedam, 26 giugno 1940 – 10 gennaio 1985), è stato un calciatore olandese.

## Carriera
Inizia la carriera nel G.V.A.V., ove ottiene il tredicesimo posto nella Eredivisie 1961-1962.
La stagione seguente passa allo Sparta Rotterdam, società in cui militerà sino al 1966. Nelle quattro stagioni disputate con la maglia dello Sparta, tutte in Eredivisie, De Groot otterrà con la sua squadra come miglior piazzamento in campionato il terzo posto nella Eredivisie 1962-1963. 
Con lo Sparta inoltre De Groot vincerà la coppa d'Olanda nel 1966.
Nel 1967 passa agli statunitensi del Pittsburgh Phantoms, società militante nella NPSL. Con i Phantoms si piazza al sesto ed ultimo posto della Eastern Division.

## Palmarès

### Competizioni nazionali
- Coppa dei Paesi Bassi: 1

Sparta Rotterdam: 1965-1966